# Вежбка
Вежбка (пол. Wierzbka) — село в Польщі, у гміні Боґорія Сташовського повіту Свентокшиського воєводства.
Населення — 182 особи (2011).
У 1975—1998 роках село належало до Тарнобжезького воєводства.

## Демографія
Демографічна структура на день 31 березня 2011 року:
|          | Загалом | Допрацездатний вік | Працездатний вік | Постпрацездатний вік |
| -------- | ------- | ------------------ | ---------------- | -------------------- |
| Чоловіки | 95      | 16                 | 67               | 12                   |
| Жінки    | 87      | 22                 | 44               | 21                   |
| Разом    | 182     | 38                 | 111              | 33                   |